# Jednostki Plancka
Jednostki Plancka – zestaw jednostek miary wykorzystywanych w fizyce zaproponowany przez Maxa Plancka. Tworzą one system jednostek naturalnych, ponieważ są zdefiniowane wyłącznie jako kombinacje stałych fizycznych. W systemie jednostek Plancka pięć fundamentalnych stałych fizycznych jest równe jedności.
Największą zaletą jednostek naturalnych jest upraszczanie wielu równań fizycznych przez pozbycie się liczbowych wartości stałych. W ten sposób stają się one popularne w badaniach nad kwantową grawitacją. Zależności fizyczne opisane w jednostkach naturalnych są niezależne od pięciu stałych fundamentalnych fizyki.

## Definicja jednostek Plancka
W systemie jednostek Plancka pięć stałych fundamentalnych jest równe jeden i w oparciu o ich wartości wylicza się pięć jednostek podstawowych:
| Nazwa               | Wartość             | Definicja                                                                           | Wielkość w jednostkach | Wielkość w jednostkach |
| Nazwa               | Wartość             | Definicja                                                                           | naturalnych            | SI                     |
| ------------------- | ------------------- | ----------------------------------------------------------------------------------- | ---------------------- | ---------------------- |
| długość Plancka     | długość             | {\displaystyle l_{P}=c\ t_{P}={\sqrt {\frac {\hbar G}{c^{3}}}}}                     | 1 L                    | 1,61623 × 10−35 m      |
| masa Plancka        | masa                | {\displaystyle m_{P}={\sqrt {\frac {\hbar c}{G}}}}                                  | 1 M                    | 2,17647 × 10−8 kg      |
| czas Plancka        | czas                | {\displaystyle t_{P}={\sqrt {\frac {\hbar G}{c^{5}}}}}                              | 1 T                    | 5,39116 × 10−44 s      |
| ładunek Plancka     | ładunek elektryczny | {\displaystyle q_{P}={\sqrt {\hbar c4\pi \varepsilon _{0}}}}                        | 1 Q                    | 1,8755459 × 10−18 C    |
| temperatura Plancka | temperatura         | {\displaystyle T_{P}={\frac {m_{P}c^{2}}{k}}={\sqrt {\frac {\hbar c^{5}}{Gk^{2}}}}} | 1 Θ                    | 1,41681 × 1032 K       |

## Wartości stałych fundamentalnych
W układzie jednostek Plancka następujące stałe przyjmują wartość jeden:
| Stała                          | Symbol | Wymiar                                         | Wartość                                                                                         |
| ------------------------------ | --- | ---------------------------------------------- | ----------------------------------------------------------------------------------------------- |
| prędkość światła w próżni      | {\displaystyle c} | {\displaystyle {\frac {L}{T}}}                 | {\displaystyle c={\frac {l_{P}}{t_{P}}}}                                                        |
| stała grawitacyjna             | {\displaystyle G} | {\displaystyle {\frac {L^{3}}{MT^{2}}}}        | {\displaystyle G={\frac {l_{P}^{3}}{m_{P}t_{P}^{2}}}}                                           |
| zredukowana stała Plancka      | {\displaystyle \hbar ={\frac {h}{2\pi }},} gdzie {\displaystyle h} to stała Plancka                                            | {\displaystyle {\frac {ML^{2}}{T}}}            | {\displaystyle \hbar ={\frac {m_{P}l_{P}^{2}}{t_{P}}}}                                          |
| czynnik stały z prawa Coulomba | {\displaystyle {\frac {1}{4\pi \varepsilon _{0}}},} gdzie {\displaystyle \varepsilon _{0}} to przenikalność elektryczna próżni | {\displaystyle {\frac {ML^{3}}{Q^{2}T^{2}}}}   | {\displaystyle {\frac {1}{4\pi \varepsilon _{0}}}={\frac {m_{P}l_{P}^{3}}{q_{P}^{2}t_{P}^{2}}}} |
| stała Boltzmanna               | {\displaystyle k} | {\displaystyle {\frac {ML^{2}}{T^{2}\Theta }}} | {\displaystyle k={\frac {m_{P}l_{P}^{2}}{t_{P}^{2}T_{P}}}}                                      |

Przyjęcie czynnika z prawa Coulomba jako podstawy jednostek naturalnych powoduje, że przenikalność elektryczna próżni jest opisana zależnością:
{\displaystyle \varepsilon _{0}={\frac {q_{P}^{2}t_{P}^{2}}{4\pi m_{P}l_{P}^{3}}}}
W systemie jednostek naturalnych jest ona równa:
{\displaystyle \varepsilon _{0}={\frac {1}{4\pi }}}

## Pochodne jednostki naturalne
Podobnie jak w innych systemach jednostek wszystkie inne wielkości fizyczne są definiowane w oparciu o te podstawowe:
| Nazwa             | Wartość   | Definicja                                                                                               | Wielkość w jednostkach | Wielkość w jednostkach |
| Nazwa             | Wartość   | Definicja                                                                                               | naturalnych            | SI                     |
| ----------------- | --------- | --- | ---------------------- | ---------------------- |
| energia Plancka   | energia   | {\displaystyle E_{P}=m_{P}c^{2}={\sqrt {\frac {\hbar c^{5}}{G}}}}                                       | ML2T−2                 | 1,9561 × 109 J         |
| siła Plancka      | siła      | {\displaystyle F_{P}={\frac {E_{P}}{l_{P}}}={\frac {c^{4}}{G}}}                                         | MLT−2                  | 1,21027 × 1044 N       |
| moc Plancka       | moc       | {\displaystyle P_{P}={\frac {E_{P}}{t_{P}}}={\frac {c^{5}}{G}}}                                         | ML2T−3                 | 3,62831 × 1052 W       |
| pęd Plancka       | pęd       | {\displaystyle m_{\text{P}}c={\frac {\hbar }{l_{\text{P}}}}={\sqrt {\frac {\hbar c^{3}}{G}}}}           | MLT−1                  | 6,52485 kg m/s         |
| gęstość Plancka   | gęstość   | {\displaystyle \rho _{P}={\frac {m_{P}}{l_{P}^{3}}}={\frac {c^{5}}{\hbar G^{2}}}}                       | ML−3                   | 5,15500 × 1096 kg/m³   |
| pulsacja Plancka  | pulsacja  | {\displaystyle \omega _{P}={\frac {1}{t_{P}}}={\sqrt {\frac {c^{5}}{\hbar G}}}}                         | T−1                    | 1,85487 × 1043 rad/s   |
| ciśnienie Plancka | ciśnienie | {\displaystyle p_{P}={\frac {F_{P}}{l_{P}^{2}}}={\frac {c^{7}}{\hbar G^{2}}}}                           | ML−1T−2                | 4,63309 × 10113 Pa     |
| natężenie Plancka | natężenie | {\displaystyle I_{P}={\frac {q_{P}}{t_{P}}}={\sqrt {\frac {c^{6}4\pi \varepsilon _{0}}{G}}}}            | QT−1                   | 3,4789 × 1025 A        |
| napięcie Plancka  | napięcie  | {\displaystyle V_{P}={\frac {E_{P}}{q_{P}}}={\sqrt {\frac {c^{4}}{G4\pi \varepsilon _{0}}}}}            | ML2T−2Q−1              | 1,04295 × 1027 V       |
| opór Plancka      | opór      | {\displaystyle Z_{P}={\frac {V_{P}}{I_{P}}}={\frac {1}{4\pi \varepsilon _{0}c}}={\frac {Z_{0}}{4\pi }}} | ML2T−1Q−2              | 2,99792458 × 101 Ω     |

## Eksperyment myślowy
Zgodnie z pracami m.in. Michaela Duffa wartości zmierzone w fizycznych eksperymentach mogą zostać opisane w sposób niezależny od pięciu fundamentalnych stałych fizycznych. Wystarczy przyjąć do obliczeń jednostki naturalne. W takim systemie wszystkie pomiary są bezwymiarowymi liczbami, a zmiana którejkolwiek ze stałych fundamentalnych (np. prędkości światła w próżni) nie prowadzi do powstawania różnic w obrazie Wszechświata.
Aby lepiej zrozumieć tę zasadę, najlepiej jest posłużyć się eksperymentem myślowym. Wyobraźmy sobie hipotetycznego obserwatora niezależnego od naszego Wszechświata – nazwijmy go panem Tompkinsem (bohaterem książek George Gamowa). Załóżmy, że pan Tompkins zapadł w sen. Przyśnił mu się Wszechświat taki jak nasz, z wyjątkiem wartości prędkości światła w próżni. Jest ona o połowę mniejsza. Pozostałe cztery stałe fundamentalne nie zmieniły się.
Jak wygląda w oczach pana Tompkinsa ten wyśniony Wszechświat?
Od prędkości światła w próżni zależne są własności kwantowe materii. Rozmiar atomu w przybliżeniu równy jest promieniowi Bohra. Zależność opisująca ten promień zawiera w sobie prędkość światła w próżni, więc rozmiary atomów dla pana Tompkinsa stały się inne. Wszystkie atomy są dla niego większe (w jednym wymiarze) o czynnik √8. Każda zbudowana z nich materialna struktura (np. linijka pomiarowa) jest dla pana Tompkinsa tyle razy dłuższa.
Tempo przebiegu procesów fizycznych też zależy od prędkości światła w próżni. Czas mierzy się licząc drgania atomów. Zmiana prędkości światła w próżni spowolniła wibracje atomów √32 razy. Każda sekunda zmierzona przez atomowy zegar dla pana Tompkinsa jest tyle razy dłuższa.
Dla pana Tompkinsa wyśniony Wszechświat z dwa razy mniejszą prędkością światła w próżni wydaje się być zupełnie inny. Należałoby oczekiwać, że mieszkańcy tego wyśnionego Wszechświata będą mierzyli podczas eksperymentów fizycznych zupełnie inne wartości niż my w naszym Wszechświecie.
Wbrew temu, co myśli pan Tompkins, okazuje się, że w jednostkach naturalnych nic się nie zmieniło. Wszystkie pięć stałych fundamentalnych jest ciągle równe jedności. W jednostkach naturalnych wszystkie mierzone wartości pozostały całkowicie niezmienne, bo jednostki Plancka same uległy zmianom. Wartość każdej z nich zależy od prędkości światła w próżni. Długość Plancka jest dla niego większa o czynnik √8, a czas Plancka wzrósł o czynnik √32. W efekcie pomiary wykonane w jednostkach naturalnych dają w wyśnionym Wszechświecie identyczne wartości co w naszym.
Czy pan Tompkins ma rację?
Gdy pan Tompkins lepiej przyjrzy się “nowemu” Wszechświatowi z o połowę mniejszą prędkością światła w próżni nagle okaże się, że gwiazdy ciągle świecą. Mimo zmiany rozmiarów wzajemne relacje obiektów fizycznych nie zmieniły się. Wolniej działające zegary i krótsze linijki wykorzystane do pomiaru mniejszej prędkości światła w próżni dają ciągle wartość prędkości światła w próżni równą 299 792 458 m/s. Żaden z fizyków zamieszkujących nowy Wszechświat obserwowany przez pana Tompkinsa nie zgodzi się z nim co do faktu obserwacji jakiejkolwiek zmiany. Jak widać obliczenia w jednostkach naturalnych dały wynik bliższy wyśnionej przez pana Tompkinsa rzeczywistości. (Należy jednak wziąć pod uwagę, że jeżeli na przykład ładunek elementarny byłby taki sam, to zmieniłaby się bezwymiarowa stała struktury subtelnej (wzrosłaby dwukrotnie). Oznacza to, że zmiana prędkości światła w próżni ma pewien sens, i faktycznie przypuszcza się, że prędkość światła w próżni może ulegać zmianie. Z drugiej strony, można przyjąć, że w “nowym” Wszechświecie stała struktury subtelnej jest taka sama, i na jej podstawie obliczyć ładunek elementarny.)
| Zależność drogi przebytej przez światło(l) od czasu (t): | Zależność drogi przebytej przez światło(l) od czasu (t):                                                                 |
| --- | --- |
| Obserwator zależny od Wszechświata | Niezależny od Wszechświata pan Tompkins ({\displaystyle {\sqrt {32}}\approx 5,7} {\displaystyle {\sqrt {8}}\approx 2,8}) |
| Mimo że wartości są różne, to kąt pod jakim przebiegają proste jest ten sam. W obu przypadkach prędkość światła w próżni zmierzona w przez zależnego od Wszechświata obserwatora będzie taka sama, mimo że dla pana Tompkinsa jest ona inna. | |

Przytoczony eksperyment myślowy wyraźnie pokazuje, że zastosowanie jednostek naturalnych pozwala na lepsze zrozumienie fundamentalnych zasad rządzących fizyką. Dzięki ich wykorzystaniu wiele stałych fundamentalnych znika – stają się równe 1, co oznacza, że rozważania fizyczne mogą być prowadzone niezależnie od ich wielkości. Praktycznym sensem takiego podejścia jest uniezależnienie się od sposobu postrzegania rzeczywistości z ludzkiej perspektywy.
Ludziom w starożytności stojącym na powierzchni Ziemi wydawało się, że wszystkie planety i Słońce obracają się wokół naszej planety. Dopiero oderwanie się pierwszych fizyków od antropocentrycznego spojrzenia pozwoliło dostrzec prawa grawitacji. Podobne współcześni badacze mają nadzieję, że zastosowanie jednostek naturalnych umożliwi spoglądanie na Wszechświat w skali bardziej ogólnej. W takim ujęciu prawa rządzące naszym światem mogą stać się bardziej zrozumiałe.

## Uproszczenie równań
| Zależności fizyczne | Jednostki metryczne | Jednostki naturalne |
| --- | --- | --- |
| prawo grawitacji Newtona | {\displaystyle F=G{\frac {m_{1}m_{2}}{r^{2}}}} | {\displaystyle F={\frac {m_{1}m_{2}}{r^{2}}}} |
| równanie Schrödingera | {\displaystyle -{\frac {\hbar ^{2}}{2m}}\nabla ^{2}\psi (\mathbf {r} ,t)+V(\mathbf {r} )\psi (\mathbf {r} ,t)=i\hbar {\frac {\partial \psi }{\partial t}}(\mathbf {r} ,t)} | {\displaystyle -{\frac {1}{2m}}\nabla ^{2}\psi (\mathbf {r} ,t)+V(\mathbf {r} )\psi (\mathbf {r} ,t)=i{\frac {\partial \psi }{\partial t}}(\mathbf {r} ,t)} |
| kwant energii | {\displaystyle E=\hbar \omega } | {\displaystyle E=\omega } |
| tożsamość masy i energii | {\displaystyle E=mc^{2}} | {\displaystyle E=m} |
| równanie Einsteina | {\displaystyle G_{\mu \nu }=8\pi {\frac {G}{c^{4}}}T_{\mu \nu }} | {\displaystyle G_{\mu \nu }=8\pi T_{\mu \nu }} |
| Jednostka temperatury została zdefiniowana jako średnia ilość termicznej energii kinetycznej przenoszonej przez cząstkę na jeden stopień swobody.                                                                | {\displaystyle E={\frac {1}{2}}kT} | {\displaystyle E={\frac {1}{2}}T} |
| prawo Coulomba | {\displaystyle F={\frac {1}{4\pi \varepsilon _{0}}}{\frac {q_{1}q_{2}}{r^{2}}}}                                                                                            | {\displaystyle F={\frac {q_{1}q_{2}}{r^{2}}}} |
| równania Maxwella (Czynnik {\displaystyle 4\pi } zostałby usunięty, gdyby to ε0 uznano za podstawę systemu jednostek naturalnych, a nie stałą z prawa Coulomba, czyli {\displaystyle 1/(4\pi \varepsilon _{0})}) | {\displaystyle \nabla \cdot \mathbf {E} ={\frac {1}{\varepsilon _{0}}}\rho }                                                                                               | {\displaystyle \nabla \cdot \mathbf {E} =4\pi \rho } |
| równania Maxwella (Czynnik {\displaystyle 4\pi } zostałby usunięty, gdyby to ε0 uznano za podstawę systemu jednostek naturalnych, a nie stałą z prawa Coulomba, czyli {\displaystyle 1/(4\pi \varepsilon _{0})}) | {\displaystyle \nabla \cdot \mathbf {B} =0} | |
| równania Maxwella (Czynnik {\displaystyle 4\pi } zostałby usunięty, gdyby to ε0 uznano za podstawę systemu jednostek naturalnych, a nie stałą z prawa Coulomba, czyli {\displaystyle 1/(4\pi \varepsilon _{0})}) | {\displaystyle \nabla \times \mathbf {E} =-{\frac {\partial \mathbf {B} }{\partial t}}}                                                                                    | |
| równania Maxwella (Czynnik {\displaystyle 4\pi } zostałby usunięty, gdyby to ε0 uznano za podstawę systemu jednostek naturalnych, a nie stałą z prawa Coulomba, czyli {\displaystyle 1/(4\pi \varepsilon _{0})}) | {\displaystyle \nabla \times \mathbf {B} =\mu _{0}\mathbf {J} +\mu _{0}\varepsilon _{0}{\frac {\partial \mathbf {E} }{\partial t}}}                                        | {\displaystyle \nabla \times \mathbf {B} =4\pi \mathbf {J} +{\frac {\partial \mathbf {E} }{\partial t}}}                                                    |

## Wnioski dotyczące różnych zjawisk
W skali Plancka, czyli kiedy wartości fizyczne stają się bliskie jednostkom naturalnym, każde zjawisko objawia swoją kwantową naturę. Na dodatek w tej skali zauważalne stają się również własności czasoprzestrzeni opisane w ogólnej teorii względności. Nie istnieje teoria fizyczna, która umie opisać poprawnie, co dzieje się w skali Plancka.
Zastosowanie jednostek Plancka byłoby w życiu codziennym mało wygodne. Wartości mierzone przez człowieka z reguły są o rzędy wielkości różne od skali Plancka. Na dodatek problem stanowi stała grawitacji. Jej wartość jest znana z dokładnością zaledwie jednej części na 7000.
W swojej oryginalnej publikacji Planck nie zaproponował jednostki ładunku. Jednak potem wielu fizyków dodało ją do zestawu na zasadzie analogii. Ciekawą cechą ładunku Plancka jest jego związek z ładunkiem elementarnym (elektronu). Ma on wartość opisaną zależnością:
{\displaystyle e={\sqrt {\alpha }}\ q_{P}=0{,}085424543\ q_{P},}
gdzie {\displaystyle \alpha } to stała struktury subtelnej opisana zależnością:
{\displaystyle \alpha =\left({\frac {e}{q_{P}}}\right)^{2}={\frac {e^{2}}{\hbar c4\pi \varepsilon _{0}}}={\frac {1}{137{,}03599911}}}
Wartość stałej struktury subtelnej w jednostkach naturalnych jest po prostu kwadratem ładunku elektronu i protonu. Wydaje się jakoby akurat taka liczba została w naszym Wszechświecie przypisana wszystkim naładowanym cząstkom elementarnym. Jej wartość decyduje o tym, jak silne jest oddziaływanie elektromagnetyczne w stosunku do pozostałych oddziaływań. Siła pomiędzy naładowanymi cząstkami jest w jednostkach Plancka proporcjonalna do pierwiastka stałej subtelnej {\displaystyle {\sqrt {\alpha }}.} W systemie jednostek Plancka stała struktury subtelnej, masy cząstek, stała kosmologiczna, stałe sprzężenia oraz inne stałe fundamentalne i tak muszą być określone doświadczalne lub wyjaśnione teoretycznie. Pomiary stałych fundamentalnych można zinterpretować jako pomiary stałych bezwymiarowych wyliczonych na podstawie właściwości wzorców metrycznych.
Opór Plancka okazuje się być oporem właściwym próżni {\displaystyle Z_{0}} jest równy:
{\displaystyle Z_{0}=4\pi Z_{P}}
Podobnie jak dla przenikalności elektrycznej czynnik {\displaystyle 4\pi } wynika z przyjęcia stałej z równania Coulomba równej jeden. Można uznać, że jest to jedyna arbitralność w systemie jednostek Plancka.

## Odkrycie jednostek naturalnych

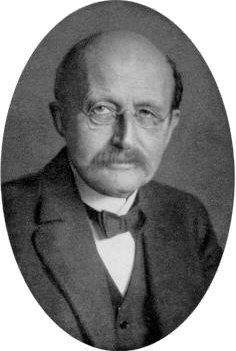
Max Planck

Max Planck pierwszy raz opublikował opis swojego systemu jednostek w maju roku 1899, w tekście przedstawionym Pruskiej Akademii Nauk . W tym czasie mechanika kwantowa jeszcze się nie narodziła. Opis widma ciała doskonale czarnego Planck przedstawił dopiero w roku 1900. Była to pierwsza praca, gdzie stałej Plancka nadano fizyczny sens. Niesamowite jest to, że wartości jednostek podane przez Plancka robią wrażenie, jakby zawierały w sobie wartość {\displaystyle \hbar ,} którą zaproponowano dopiero wiele lat później.
Na koniec cytat z publikacji Plancka:
...ihre Bedeutung für alle Zeiten und für alle, auch außerirdische und außermenschliche Kulturen notwendig behalten und welche daher als »natürliche Maßeinheiten« bezeichnet werden können...
...z pewnością zachowają one znaczenie przez wszystkie czasy i dla wszystkich cywilizacji, nawet pozaziemskich lub nie stworzonych przez człowieka, tak więc można nazwać je jednostkami naturalnymi...